# Georgette Chapelle
Georgette Louise Meyer, nota anche con lo pseudonimo di Dickey Chapelle (Milwaukee, 14 marzo 1919 – Quảng Ngãi, 4 novembre 1965), è stata una fotoreporter statunitense e corrispondente di guerra a partire dalla seconda guerra mondiale fino alla sua morte avvenuta a Chu Lai, nella provincia di Quảng Ngãi del Vietnam meridionale.

## Biografia

### Studi e prime esperienze lavorative
Si diplomò alla Shorewood High School e all'età di sedici anni frequentò i corsi di progettazione aeronautica al Massachusetts Institute of Technology. 
A quattordici anni scrisse un articolo intitolato Why We Want to Fly per la rivista United States Army Air Service. L'editore lo pubblicò credendo che fosse stato scritto da un ragazzo di nome G.L. Meyer. Un anno dopo, dopo aver incontrato l'ammiraglio Richard Byrd - conosciuto come Dickey Byrd - quando tenne un discorso alla sua scuola superiore, cambiò il suo nome in Dickey.
Chapelle intraprese un'esperienza lavorativa presso un aeroporto locale, con l'aspirazione di acquisire competenze come pilota di aerei, discostandosi dalla progettazione. Tuttavia, la scoperta, da parte della madre, di una relazione sentimentale con uno dei piloti, la indusse a trasferirsi presso la residenza dei nonni a Coral Gables, in Florida. Iniziò a dedicarsi alla redazione di comunicati stampa per uno spettacolo aereo, attività che le valse l'assegnazione di un incarico professionale a L'Avana.
Un redattore della Transcontinental and Western Air (TWA) la notò grazie ad un articolo pubblicato sul New York Times riguardo a un disastro aereo a Cuba. Il lavoro alla TWA le permise di frequentare i corsi di fotografia con Tony Chapelle per il settore pubblicità della compagnia aerea. Nel 1941 Dickey e Tony Chapelle si sposarono. Nel 1941 lasciò la TWA per il periodico Look magazine, esperienza che le permise successivamente di essere assunta alla Lear Avia come addetto stampa.
A causa della lontananza dal coniuge per via della guerra, nonché dei tradimenti di lui, Dickey e Tony divorziarono nel 1955.

### Corrispondente di guerra
Chapel riuscì a diventare corrispondente di guerra e fotoreporter durante la seconda guerra mondiale per la National Geographic Society. Il suo primo incarico fu al seguito dei Marines durante la battaglia di Iwo Jima.
A guerra finita aveva scritto molti articoli oltre a nove libri, molti dei quali sulle donne nell'aviazione come il libro What Was a Woman Doing There? pubblicato il 1 gennaio 1961.
Durante la rivoluzione ungherese del 1956 fu imprigionata per due mesi con l'accusa da parte dei sovietici di essere una spia, tuttavia riuscì ad evitare una probabile fucilazione gettando via la sua macchina fotografica prima della cattura.
Dickey Chapelle "era una donna minuta nota per il suo rifiuto di sottomettersi all'autorità e per la sua uniforme distintiva: mimetica, un cappello da boscaglia australiano, occhiali da Arlecchino e orecchini di perle", secondo la sua biografia .
Insieme ai due suoi colleghi reporter Herbert Matthews del New York Times e Andrew St. George riuscì a intervistare Fidel Castro. Dopo la salita di Castro al potere, Chapelle si schierò contro di lui e nel marzo 1963 con altri giornalisti formò il Citizens Committee to Free Cuba (CCFC).

### La morte durante una azione militare
Il 3 novembre 1965 Dickey Chapelle accompagnò i marines in una missione denominata Operazione Black Ferret, mentre i militari stavano perlustrando un'area di 16 km a sud di Chu Lai, sul lato nord del fiume Song Tra Bong. Un Marine fece esplodere accidentalmente un proiettile da un mortaio da 81 mm e un pezzo di scheggia perforò la carotide di Dickie. Il reporter dell'Associated Press Robert Poos corse al suo fianco e la tenne a sé mentre moriva dissanguata. Il suo cappello australiano era caduto da un lato. Portava ancora il suo emblema dei Marines, due paia di ali da paracadutista e un rametto di fiori che aveva raccolto. Divenne la prima donna corrispondente di guerra uccisa in Vietnam.
A Chapelle è stato intitolato il cratere Chapelle, situato su Venere.

## Premi
- Premio George Polk dell'Overseas Press Club per il miglior reportage su qualsiasi medium, che richieda coraggio e intraprendenza eccezionali all'estero. [18]
- Distinguished Service Award, conferito dalla U.S. Marine Corps Combat Correspondents Association [19]
- Il Milwaukee Press Club l'ha inserita nella hall of fame nel 50° anniversario della sua morte. [20]